# Michalok
Michalok é um município da Eslováquia, situado no distrito de Vranov nad Topľou, na região de Prešov. Tem 12,32 km² de área e sua população em 2018 foi estimada em 288 habitantes.

## Demografia
| Ano:        | 1994 | 2004   | 2014   | 2024   |
| ----------- | ---- | ------ | ------ | ------ |
| Broj ljudi: | 352  | 336    | 306    | 278    |
| Razlika:    |      | -4,54% | -8,92% | -9,15% |

| Ano:               | 2023 | 2024   |
| ------------------ | ---- | ------ |
| Número de pessoas: | 288  | 278    |
| Diferença:         |      | -3,47% |